# Ulvi Yenal
Ulvi Ziya Yenal (* 10. April 1908 in Selanik; † 26. Mai 1993 in Istanbul) war ein türkischer Fußballtorhüter, -trainer und -funktionär. Durch seine langjährige Tätigkeit für Galatasaray Istanbul und als dessen Eigengewächs wird er sehr stark mit diesem Verein assoziiert und von Vereins- und Fanseiten als eine der wichtigsten Persönlichkeiten der Vereinsgeschichte betrachtet. Er war ein wichtiger Teil jener Galatasaray-Mannschaft, die in den 1920er und 1930er Jahren den türkischen Fußball dominierte und fünf von acht möglichen Istanbuler Meisterschaften holte. Obwohl seine angestammte Position die des Torhüters war, spielte er bei einigen wenigen Begegnungen auch als Stürmer.
Bereits gegen Ende seiner Fußballspielerkarriere begann er, bei Galatasaray als Vereinsfunktionär zu arbeiten, und wurde durch sein federführendes Mitwirken an einer vereinsinternen Kontroverse für die Aufspaltung des Vereins in Galatasaray und Güneş SK mitverantwortlich gemacht. Später kehrte er zu Galatasaray zurück und arbeitete lange Jahre als Vereinsfunktionär. In den Jahren 1953 bis 1954 und 1962 bis 1965 fungierte Yenal als Vereinspräsident Galatasarays. Er bekleidete auch mehrere Ämter im türkischen Fußballverband und trug während dieser Zeit erheblich zur Entwicklung des türkischen Fußballs bei. In den Jahren 1949 bis 1952 und 1954 war er zwei Mal als Präsident des Verbandes tätig.

## Spielerkarriere

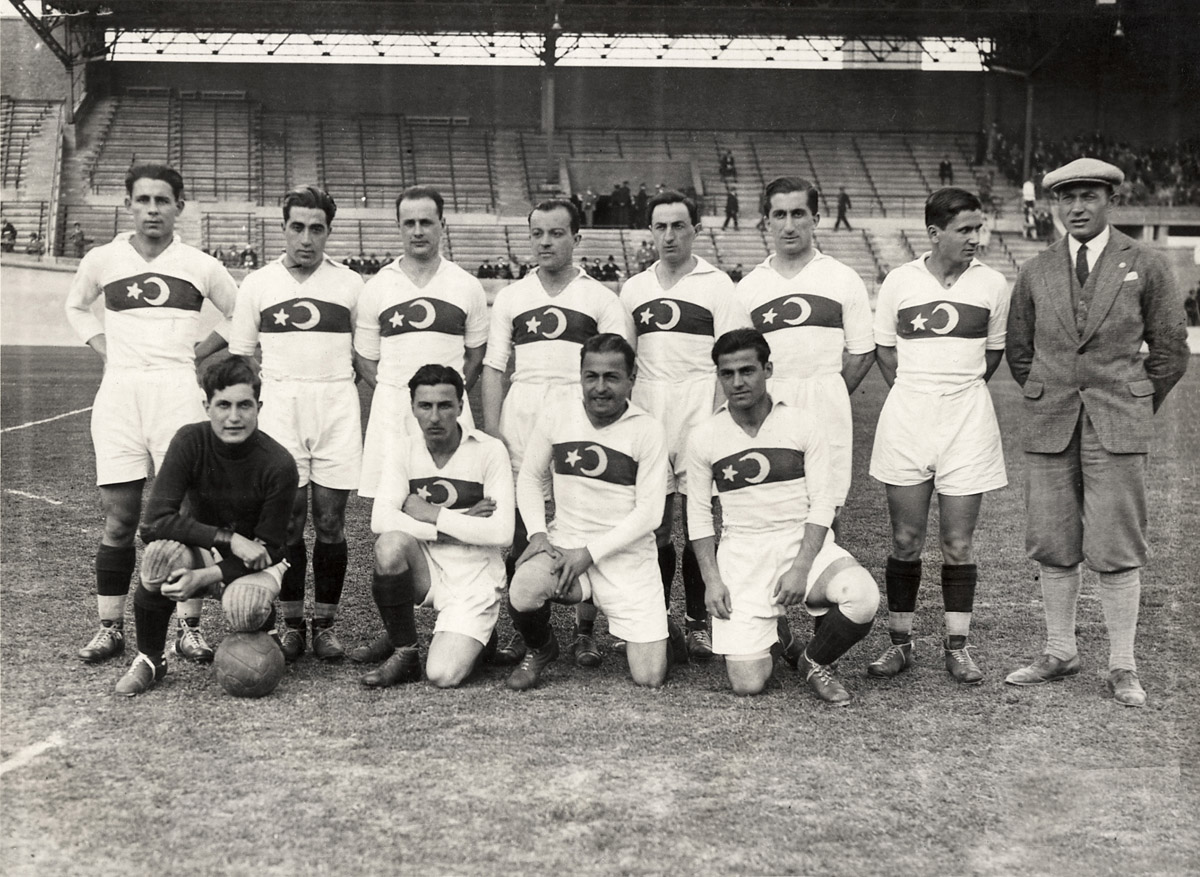
Die Türkische Fußballnationalmannschaft bei den Olympischen Sommerspielen 1928, von rechts nach links: Hintere Reihe – Burhan Atak, Kadri Göktulga, İsmet Uluğ, Alaattin Baydar, Zeki Rıza Sporel, Nihat Bekdik, Mehmet Leblebi, Béla Tóth
Vordere Reihe – Ulvi Yenal, Cevat Seyit, Bekir Refet, Muslihittin Peykoğlu.

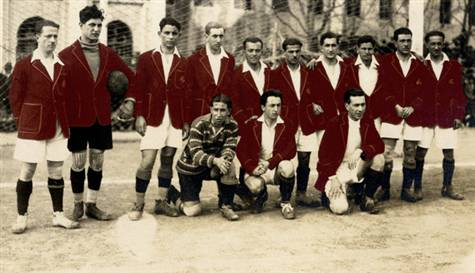
Anlässlich eines Freundschaftsspiels gegen eine Wiener Auswahlmannschaft zusammengestellte Istanbuler Auswahlmannschaft aus den Spielern von Fenerbahçe Istanbul und Galatasaray Istanbul. Vordere Reihe Zweiter von Links: Ulvi Yenal.

### Verein
Yenal besuchte das renommierte Galatasaray-Gymnasium und spielte in der Jugendabteilung des Traditionsvereins Galatasaray Istanbul, der 1905 von Schülern des Galatasaray-Gymnasiums gegründet worden war. Sein fußballerisches Talent sprach sich in der Galatasaray-Gemeinde schnell herum, sodass er in der Saison 1923/24 als Fünfzehnjähriger in den Kader der Fußballmannschaft Galatasaray aufgenommen wurde. Zum Zeitpunkt seines Eintritts in den Profikader spielte sein Verein in der İstanbul Futbol Ligi (dt. Istanbuler Fußballliga). Da es damals in der Türkei keine landesübergreifende Profiliga gab, bestanden stattdessen in den Ballungszentren wie Istanbul, Ankara und Izmir regionale Ligen, von denen die İstanbul Ligi (auch İstanbul Futbol Ligi genannt) als die Renommierteste galt. Trotz seines jungen Alters setzte er sich allmählich gegen seine direkten Konkurrenten Nüzhet Abbas Öniş und Adil Giray durch und hütete in vier Ligaspielen das Tor. Yenals Team verfehlte in dieser Saison die Meisterschaft gegen den Erzrivalen Beşiktaş Istanbul. In seiner zweiten Saison bei Galatasaray, der Saison 1924/25, stieg Yenal endgültig zum Stammtorhüter auf und wurde mit seiner Mannschaft Istanbuler Meister. Diesen Titel verteidigte er mit seiner Mannschaft zwei Mal in Folge und, nachdem die Saison 1927/28 dieser Liga nicht stattfand, in der Meisterschaft der Saison 1928/29 zum vierten Mal in Folge. Nachdem er mit seinem Verein die Meisterschaft in der Saison 1929/30 an den Erzrivalen Fenerbahçe Istanbul vergeben hatte, entschied er mit seinem Klub in der Saison 1930/31 die Meisterschaft wieder für sich. Yenal erzielte in dieser Saison 13 Tore in zehn Spielen und war damit mit Abstand der erfolgreichste Torschütze seines Vereins.
Für Galatasaray spielte Yenal bis zum Sommer 1933. Nachdem es 1933 innerhalb des Vereins zu einer Kontroverse gekommen war, verließ Yenal mit etwa der Hälfte des Mannschaftskaders den Verein und gründete den Konkurrenzverein Güneş SK. Ob Yenal nach dieser Trennung noch für Güneş als Spieler tätig gewesen ist, ist nicht näher dokumentiert.

### Nationalmannschaft
Yenal begann seine Nationalmannschaftskarriere 1926 mit einem Einsatz für die türkische Nationalmannschaft im Testspiel gegen die Rumänische Nationalmannschaft. Bis zum Mai 1928 absolvierte er fünf weiteres Länderspiele.
Zudem nahm Yenal mit der türkischen Auswahl an den Olympischen Sommerspielen 1928 teil.

## Trainerkarriere
Nachdem unmittelbar vor den Olympischen Sommerspielen 1948 mit Ignác Molnár, der Trainer der türkischen Nationalmannschaft, sein Amt nicht weiterführte, ersetze Yenal diesen als Nationaltrainer. In diesem Turnier führte er die Mannschaft bis ins Viertelfinale und schied anschließend gegen die jugoslawische Nationalmannschaft aus.

## Funktionärskarriere
Yenal war eine der aktivsten Persönlichkeiten des Galatasaray-Gymnasiums und des dazugehörigen Traditionsvereins Galatasaray Istanbul. Er schloss 1927 das Gymnasium als Schüler und 1935 die Fakultät für Volkswirtschaft und Wirtschaft (türkisch: Yüksek İktisat ve Ticaret Mektebi) der Marmara-Universität als Student erfolgreich ab und befand sich bis 1933 bei Galatasaray auch im Vereinsvorstand.
In dieser Funktion war er maßgeblichen an dem Zustandekommen einer der größten Kontroversen der Vereinsgeschichte beteiligt. Da damals nur Absolventen oder Schüler des Galatasaray-Gymnasiums im Verein als Sportler tätig sein durften, forderten einige wichtige Vereinsmitglieder und Sportler wie Eşref Şefik, Yusuf Ziya Öniş und Yenal selbst, dass man zur Sicherung der Vereinszukunft und Beibehaltung der Dominanz innerhalb des türkischen Fußballs auch Sportler zulassen sollte, die nicht das Gymnasium besucht hatten. Yenals langjähriger Teamkamerad Muslihittin Peykoğlu sprach sich gegen eine Regeländerung aus und führte auch die Gruppe an, die seine Meinung vertrat. Nachdem mit Eşref Şefik auch einer der wichtigsten Vertreter der Gegenmeinung aus dem Verein ausgeschlossen wurden, verließen einige Vereinsfunktionäre und Spieler, darunter auch Yenal, diesen und gründeten den Klub Güneş SK. Dieser Aufspaltung führte dazu, dass Galatasaray wichtige Spieler verlor und lange Zeit nicht mehr zur alten Stärke zurückfand. Diese als eines der größten Krisen der Vereinsgeschichte bezeichnete Aufspaltung sorgte auch dazu, dass Galatasaray etwa zwei Dekaden nahezu titellos blieb und an seiner Bedeutung innerhalb des türkischen Fußballes verlor. Güneş SK etablierte sich schnell innerhalb der Istanbuler Fußballliga und begann auch um die Meisterschaft mitzuspielen. In der Saison 1937/38 holte Güneş schließlich die Istanbuler Meisterschaft, während Galatasaray erst nach 18 Jahren wieder in der Saison 1948/49 holen konnte.
Nachdem beide Seiten sich wieder geeinigt hatten, wurde Güneş 1938 aufgelöst. Einige Spieler und Funktionäre dieses Vereins kehrten zu Galatasaray zurück und andere wechselten zu anderen Istanbuler Mannschaften. Yenal gehörte zu jener Gruppe an, die sich wieder Galatasaray anschlossen.
Nach seiner Spielerkarriere arbeitete Yenal auch in einer Vielzahl Staatsorganen wie Ziraat Bankası, Demirbank, Başvekalet, İnhisarlar Umum Müdürlüğü, Gümrük ve Tekel Bakanlığı, Emekli Sandığı, Türk Hava Yolları, Emlak Bankası ve Türk Ticaret Bankası.
In den Jahren 1949 bis 1952 und 1954 war er zwei Mal als Präsident des türkischen Fußballverbandes tätig. Neben diesen Präsidentschaftsperioden war er auch in anderer Funktion für den Fußballverband tätig. Er arbeitete zudem als Leiter der Allgemeines Direktorat für Körperertüchtigung (türkisch: Beden Terbiyesi Genel Müdürlüğü), der Vorgängerorganisation des türkischen Jugend- und Sportministeriums (türkisch: Türkiye Cumhuriyeti Gençlik ve Spor Bakanlığı). In dieser Funktion trug er erheblich der Entwicklung des türkischen Fußballs bei. So sorgte er u. a. dafür, dass sich der Fußball über die Ballungszentren Istanbul, Ankara und Izmir hinaus landesweit etablierte und förderte die Gründung von Sportvereinen in allen türkischen Provinzen. Darüber hinaus half er an der Erbauung notwendiger Infrastruktur wie Stadien und Trainingsgeländen mit. Außerdem wirkte er an der Gründung und Etablierung der landesweit ausgelegten Millî Lig (der heutigen Süper Lig) mit. Diese Liga ersetzte alle regionalen Ligen als höchste übergeordnete Spielklasse im türkischen Profifußball.
Er bekleidete in den 1950er und 1960er Jahren zwei Mal das Amt des Vereinspräsident Galatasarays. Er war bis zu seinem Tod in verschiedenen Position als Vereinsfunktionär tätig und war auch lange Zeit Mitglied des Divan Heyeti, einer Art Vereinsvorstand.

## Tod

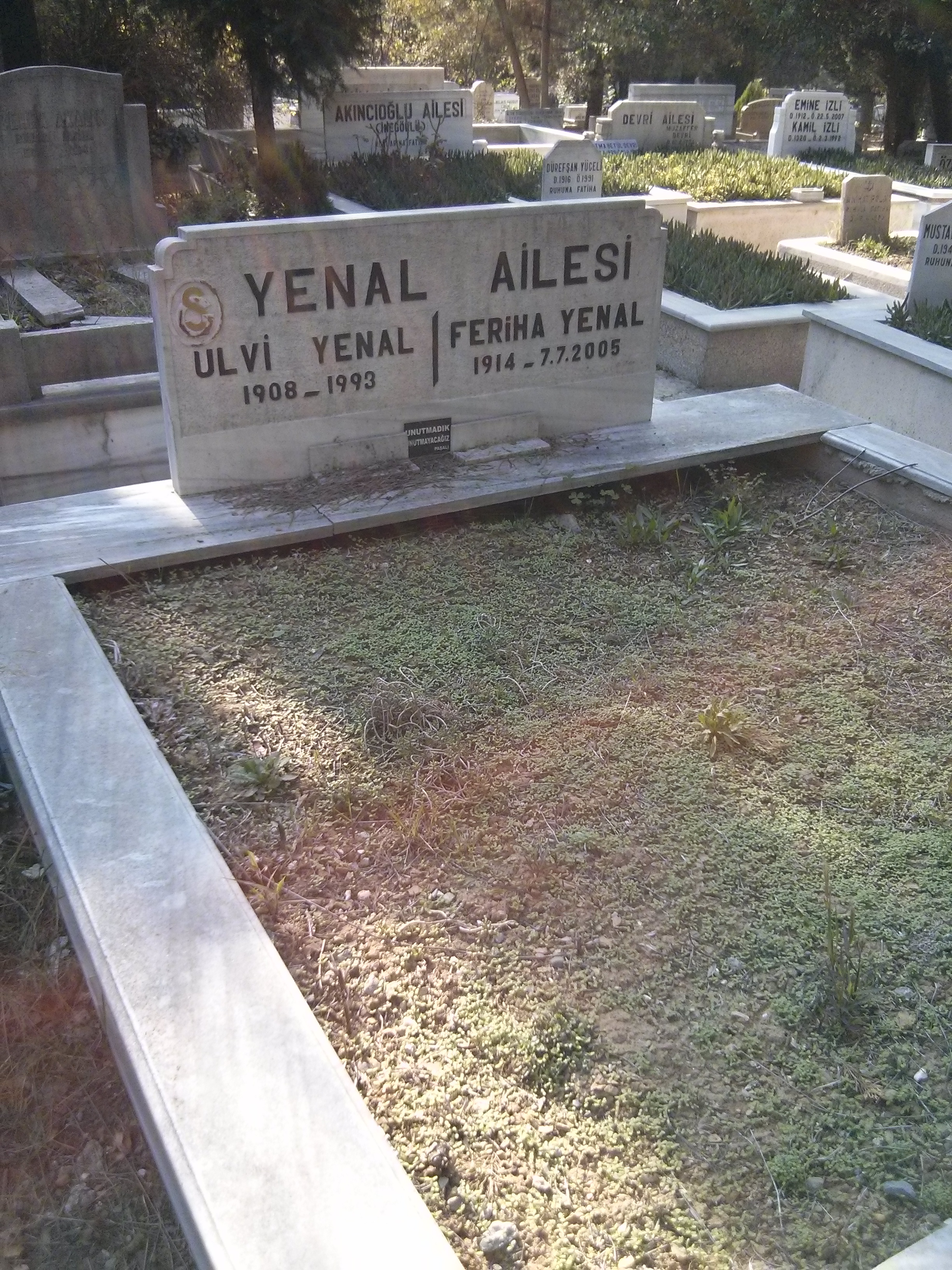
Grabsteine von Ulvi Yenals und seiner Ehegattin Feriha Yenal im Istanbuler Friedhof Zincirlikuyu

Yenal verstarb am 2. April 1982 in Istanbul an den Folgen einer Herzinsuffizienz. Er wurde einen Tag später nach dem Mittagsgebet in der Istanbuler Teşvikiye-Moschee im berühmten Friedhof Zincirlikuyu beigesetzt.

## Erfolge

### Als Spieler
Mit Galatasaray Istanbul
- Meister der İstanbul Futbol Ligi: 1924/25, 1925/26, 1926/27, 1928/29, 1930/31
- Sieger im Gazi Büstü: 1928/29

Mit der Türkischen Nationalmannschaft
- Teilnahme an den Olympischen Sommerspielen: 1928

### Als Trainer
Mit der türkischen Nationalmannschaft
- Teilnahme an den Olympischen Sommerspielen: 1948